# Uperoleia fusca
Uperoleia fusca és una espècie de granota de la família del miobatràquids. Apareix al llarg de la costa est d'Austràlia, des de la costa central de Queensland fins a la costa central de Nova Gal·les del Sud, en una àrea d'uns 222,400 km². Les seves poblacions es mantenen estables.
Generalment viu en boscos oberts amb sotabosc d'herba. També s'ha trobat entre herbes en llacunes costaneres. Es reprodueix després de les pluges de la primavera i de l'estiu en depressions herboses inundades, encara que també ho pot fer en basses i represes artificials en boscos oberts. Allà les larves creixen fins a completar el seu desenvolupament. Els mascles canten des del terra nu.